# Рато, Родриго
Родри́го де Ра́то и Фигаре́до (исп. Rodrigo de Rato y Figaredo; род. 18 марта 1949, Мадрид) — испанский государственный и политический деятель. Занимал пост министра экономики Испании. С мая 2004 по октябрь 2007 года занимал должность директора-распорядителя Международного валютного фонда. В 2010—2012 годах возглавлял финансовую группу Bankia. В настоящее время работает в Telefónica советником по странам Европы и Латинской Америки.

## Биография
Родриго Рато — представитель двух аристократических астурийских родов Рато и Фигаредо. Окончил юридический факультет Университета Комплутенсе, затем изучал менеджмент в Калифорнийском университете в Беркли. В 2003 получил докторскую степень по политической экономии в родном университете в Мадриде.
С начала 1980-х годов занимал руководящие посты в консервативной партии Народный альянс (с 1989 — Народная партия), в 1996 году был избран заместителем генерального секретаря. После победы Народной партии во главе с Хосе Марией Аснаром на выборах в марте 1996 года Рато был назначен вторым вице-председателем правительства и министром экономики и финансов, сохранив за собой эти должности вплоть до выборов 14 марта 2004 года.
4 мая 2004 года исполнительный совет МВФ назначил Рато преемником Хорста Кёлера на посту директора-распорядителя фонда. 28 июня 2007 года Рато заявил о своей отставке с поста по причинам личного характера в октябре 2007 года. Его сменил на этом посту Доминик Стросс-Кан.
В 2010—2012 годах занимал должность председателя совета директоров банка Caja Madrid и впоследствии Bankia, сменив на этой должности Мигеля Блесу. 23 февраля 2017 года вместе с Мигелем Блесой был приговорён к 4,5 годам тюремного заключения за хищения средств в так называемом деле о «чёрных кредитных картах». В сентябре 2018 года приговор был подтверждён Верховным судом Испании, и 25 октября 2018 года Рато явился в тюрьму в Сото-дель-Реаль для отбывания наказания. В феврале 2021 года вышел на свободу по УДО.